# Médicos contra la Sustracción Forzada de Órganos
Doctors Against Forced Organ Harvesting, también conocida como DAFOH (en español: Médicos contra la Sustracción Forzada de Órganos), es una organización sin ánimo de lucro fundada por médicos en 2007. La ONG ha organizado foros y participado en debates de expertos, incluyendo una vista en el Comité de Asuntos Exteriores de la Cámara de Representantes de EE. UU. y actividades en el Parlamento europeo o las Naciones Unidas. El objetivo de la organización es "proporcionar los hallazgos objetivos de la extracción forzada de órganos, ilegal y carente de ética, a la comunidad médica y a la sociedad" y promover "los más altos estándares éticos de la medicina", tales como el juramento hipocrático, la Declaración de Ginebra, el Código de Núremberg, la Declaración de Helsinki o la Declaración de Estambul de 2008.
Los esfuerzos de DAFOH durante una década para sensibilizar e informar a la comunidad médica y la sociedad sobre la extracción forzada de órganos, con un foco particular en China, le valieron en 2016 la nominación al Premio Nobel de la Paz.

## Historia
Fueron las prácticas de extirpación forzada de órganos en China las que condujeron a la creación de DAFOH. En 2012, DAFOH inició una petición a la Oficina del Alto Comisionado de las Naciones Unidas para los Derechos Humanos en Ginebra, reuniendo más de 2 millones de firmas por todo el mundo en un periodo de 3 años. DAFOH también ha recogido más de 100.000 firmas en una petición a la Casa Blanca. Las campañas de DAFOH se han realizado en regiones como Europa, Australia o los Estados Unidos.

## Premios
DAFOH recibió el premio Madre Teresa por la Justicia Social en 2019 por parte de la Harmony Foundation.